# Муктада ас-Садр
Муктада ас-Садр (также Моктада ас-Садр, Муктада Садр) (араб. مقتدى الصدر‎; род. 4 августа 1974 в Эн-Наджафе, Ирак) — глава иракской шиитской исламистской организации «Армия Махди».
Всемирную известность приобрёл в апреле 2004 года, когда руководимые им группировки подняли восстание против международных сил ООН в священном для шиитов городе Эн-Наджаф. Глава временной администрации Пол Бремер в то время объявил ас-Садра вне закона. В настоящее время ас-Садр является одним из наиболее влиятельных политиков Ирака.

## Семья
Муктада ас-Садр — четвёртый сын знаменитого иракского шиитского лидера Мохаммеда Садека аль-Садра, верховного лидера шиитов Ирака. Выходец из уважаемого в иракской шиитской общине рода. И отец, и дядя Муктады носили почётный титул «великого аятоллы». Будучи крупным теологом, Мохаммед Садек аль-Садр был также и небедным человеком, поскольку контролировал сбор пожертвований и организацию паломничества шиитов в Эн-Наджаф и Кербелу.
Отец и два брата Муктады были зверски убиты в феврале 1999 года в Эн-Наджафе, оплоте рода ас-Садров (по слухам, отцу вбили в голову гвоздь). Сам Муктада остался жив, но попал в тюрьму (по-видимому, с этим связано отсутствие у него религиозного образования). По официальной версии, великий аятолла пал жертвой религиозных разногласий с аятоллой Али аль-Систани. По неофициальной — за спиной убийц стоял Саддам Хусейн. 
Ранее, в 1980 году, был убит дядя Муктады — великий аятолла Мухаммад Бакир ас-Садр, который выступал за создание в Ираке исламского государства по примеру Ирана; в 1980 году, когда началась ирано-иракская война, за поддержку иранского лидера аятоллы Хомейни он был замучен в саддамовских застенках.

## Ас-Садр и шиитское духовенство
Так как до 2007 года Муктада ас-Садр не получал религиозного образования и богословских степеней, необходимых для верховного шиитского духовенства, его авторитет среди исламской молодёжи базировался в основном на его происхождении. По исламским канонам, ему не позволялось лично заниматься толкованием Корана, поэтому он пользовался богословскими советами аятоллы Казима аль-Хаири, иранца, проживающего в изгнании в Ираке. По мнению наблюдателей, ас-Садр стремится к созданию в Ираке исламской теократии, хотя сам ас-Садр называет это «исламской демократией».
После свержения Саддама Хусейна среди шиитов, вышедших из тюрем и возвращающихся на родину из изгнания, развернулась ожесточённая борьба за лидерство. Наиболее перспективными фигурами считались глава Высшего совета исламской революции в Ираке аятолла Мохаммед Бакр аль-Хаким (вернулся из Ирана) и Абдул-Маджид аль-Хои (вернулся из Лондона). Обоим, однако, не суждено было выжить в междоусобной борьбе.
Конфликт Муктады ас-Садра с Абдул-Маджидом аль-Хои был вызван претензиями ас-Садра на ключи от главной шиитской святыни — Мавзолея имама Али в Эн-Наджафе. Мавзолей, объект массового паломничества шиитов, естественно, является мощным источником доходов для того, кто его контролирует.
Аль-Хои сделал иной выбор, попытавшись вернуть в стены Мавзолея бывшего хранителя святыни, крайне непопулярного Гейдара Райфи, известного сторонника саддамовского режима. При Саддаме Хусейне шииты жестоко преследовались, так что возвращение Гейдара Райфи в шиитскую святыню и поддержка, которую он получил от аль-Хои, должны были вызвать волну крайнего возмущения среди шиитской общественности.
Аль-Хои буквально только что вернулся из Великобритании, где провёл 12 лет в изгнании, он имел неплохие контакты с британским руководством, а потому США и Великобритания сделали свою ставку на него как на лидера шиитской общины в Ираке. В Лондоне аль-Хои возглавлял фонд Al-Khoei Foundation и был близким помощником умеренного аятоллы Али Систани, который призывал иракцев не оказывать сопротивления американским и британским войскам. В Ираке же многие рассматривали аль-Хои как американскую марионетку, так что поддержка, которую он оказал баасисту Райфи, очевидно, стала последней каплей, переполнившей чашу народного возмущения.
Группа людей, вооружённых ножами, встретила аль-Хои и Райфи на пути к мечети и убила обоих. Вину за убийство возложили на членов партии Баас, для которых эмигрант аль-Хои был так же ненавистен. Аятолла Мохаммед Бакр аль-Хаким тоже погиб у входа в гробницу Али — его взорвали, когда он выходил из мечети после пятничной молитвы.
Не гладко складываются у ас-Садра отношения с самым влиятельным ныне шиитским лидером в Ираке, великим аятоллой Али Систани, который придерживается более умеренных взглядов (к тому же убитый аль-Хои был сыном учителя Систани — Абу-ль-Касима аль-Хои).
В октябре 2003 года сторонники ас-Садра пытались установить контроль над шиитскими святынями в Кербеле, что привело к столкновениям между вооружёнными отрядами ас-Садра («Армия Махди») и Систани («Организация Бадра»), многочисленным жертвам и поражению ас-Садра. Несмотря на это, Систани позднее отказался подвергнуть ас-Садра публичной критике за организацию вооружённого отпора оккупантам, выступив против эскалации насилия обеими сторонами.

## Борьба за власть
С приходом в Ирак оккупационных войск ас-Садр выступал с резкой критикой Временной администрации и заявлял, что его собственные претензии на власть более обоснованы юридически, чем у Временного управляющего совета Ирака, назначенного оккупантами. В сентябре 2003 года ас-Садр даже объявил о создании теневого правительства, оппозиционного Временному управляющему совету, но эта инициатива постепенно сошла на нет, тем более что аль-Систани не поддержал её.
От отца Муктада ас-Садр унаследовал сеть благотворительных центров, которые оказывали поддержку мечетям, университетам и больницам. Сразу после того, как коалиционные силы объявили о завершении военной операции, ас-Садр предложил им помощь в поддержании порядка в Багдаде, оговорив себе право создавать свои школы и больницы.
Коммунальное хозяйство Багдада с падением прежнего режима оказалось полностью разваленным и разворованным. Установив контроль над шиитским пригородом Саддам-сити, ас-Садр стал набирать добровольцев в полувоенную организацию, позднее ставшую известной не только в Ираке, но и во всём мире как «Армия Махди». Отряды под командованием ас-Садра стремительно наращивали численность, взяв на себя борьбу с мародёрством, уборку мусора, доставку продовольствия в больницы, раздачу гуманитарной помощи, патрулирование ночных улиц и даже регулирование дорожного движения. Саддам-сити был переименован в Садр-Сити (Мадинат-Садр) в честь отца Муктады. Здесь запрещена торговля видеокассетами и спиртным. Постепенно вся власть над шиитскими кварталами оказалась сосредоточена в руках администрации, созданной ас-Садром.

## Садристы
Сторонников Муктады ас-Садра называют садристами (движение садристов). 
По разным оценкам, ас-Садра активно поддерживают от 10 до 30 % шиитской общины Ирака, т. е. как минимум несколько миллионов человек.

## Ас-Садр и оккупационные власти
Временная администрация Пола Бремера изначально делала ставку на умеренных шиитов, признающих авторитет великого аятоллы Али аль-Систани. Американцы полагали, что население предпочтёт быстрое возвращение к нормальной жизни и не пойдёт на поводу у радикальных имамов. Али аль-Систани тоже выступает за скорейший уход иностранных войск из Ирака, но при этом осуждает насилие. Однако в последнее время[когда?] умеренный аль-Систани влияет на ситуацию в стране гораздо меньше, чем радикал ас-Садр. В начале августа 2004 года, когда в эн-Наджафе вновь вспыхнуло восстание, великий аятолла покинул страну и уехал на лечение в Лондон.

### «Армия Махди» в бою (апрель — июнь 2004)
Мирное сосуществование между ас-Садром и оккупационными властями оказалось недолгим. Уже в конце марта 2004 года Временная администрация закрыла его газету al-Hawzah за дезинформацию, разжигание ненависти к США и призывы к насилию. Затем оккупационные власти арестовали одного из его ближайших помощников, Мустафу Такуби.
Демонстрации протеста сторонников ас-Садра, продолжавшиеся целую неделю, с каждым днём становились всё многочисленнее и ожесточённее.
К этому времени у ас-Садра уже были собственные вооружённые формирования — «Армия Махди», создание которой шло с июля 2003 года. К апрелю 2004 года она насчитывала до 10 тыс. бойцов, действующих в Багдаде и на шиитском юге Ирака.
Апрельское восстание «Армии Махди» совпало с беспорядками в суннитском городе Фаллуджа, где коалиционные силы при попытке «зачистки» натолкнулись на ожесточённое сопротивление. Ас-Садр воспользовался этим для того, чтобы призвать всё население страны — и шиитов, и суннитов — на борьбу с оккупантами.
4 апреля вооружённые столкновения вспыхнули в городах Наджаф, Садр-Сити и Басре. Отряды «Армии Махди» захватывали здания, нападали на военнослужащих коалиционных сил. Бои привели к многочисленным потерям с обеих сторон.
В ходе двухмесячных боёв вооружённые формирования Муктады ас-Садра нанесли оккупантам серьёзный урон и вынудили их подписать соглашение о перемирии. В результате под негласный контроль «Армии Махди» перешли целые районы страны, включая Наджаф и шиитские районы столицы, а шейх приобрёл статус реальной политической силы. «Армия Махди» получила передышку, а американское командование рассчитывало, что передача власти гражданскому иракскому правительству снизит накал страстей.
Восстание «Армии Махди» не смогло предотвратить передачу власти в стране от Временной оккупационной администрации временному иракскому правительству, которая состоялась 28 июня 2004 года, на несколько дней ранее запланированного.
Однако, временный премьер-министр Айяд Аллауи не смог вернуть Муктаду ас-Садра и его боевиков к мирной жизни. Муктада ас-Садр свои вооружённые отряды не распустил, новое правительство не признал, от участия в выборах нового парламента отказался.
После заключения 4 июня перемирия с оккупационными войсками ас-Садр создал видимость шагов по расформированию своих вооружённых отрядов. Он обратился к тем боевикам, которые были родом из других городов, с призывом «исполнить свой долг» и разойтись из Наджафа по домам. В Наджаф была введена иракская полиция, заменившая американские подразделения. Ас-Садр запретил своим сторонникам нападать на иракские силы безопасности и объявил о намерении сформировать политическую партию и участвовать в выборах 2005 года. Временный президент Гази аль-Явар пообещал, что ас-Садр сможет присоединиться к политическому процессу в стране, если действительно распустит свою «армию».

### «Армия Махди» снова в бою (август 2004)
Ас-Садр вновь оказался в центре событий 4 августа. После того как неизвестные привели в действие взрывное устройство в автомобиле, припаркованном поблизости от отделения полиции в Эн-Наджафе, коалиционные силы окружили дом имама. После ожесточённой перестрелки ас-Садру удалось скрыться. Попытка захватить ас-Садра была воспринята его сторонниками как нарушение перемирия и повод к новому восстанию.
Ожесточённые бои развернулись в историческом центре Наджафа. Ежедневно поступали сообщения о десятках убитых и раненых. Население в панике покинуло центр города, который был блокирован бронетехникой.
Вслед за Наджафом вновь заполыхал шиитский юг страны. Восстание вспыхнуло и в Басре, через которую доставляются на мировой рынок основные потоки иракской нефти. Из-за угрозы терактов периодически прекращается прокачка нефти по главному нефтепроводу юга страны.
8 августа премьер-министр Ирака Айяд Аллауи побывал в Наджафе и призвал ополченцев «Армии Махди» покинуть священный город и сложить оружие. Призыв остался без ответа.
В то же время вице-президент Ирака Ибрагим аль-Джаафари призывал международные оккупационные силы покинуть Наджаф и предоставить обеспечение безопасности иракским войскам. Он заявлял, что временному правительству не следует отказываться от политического диалога с Муктадой ас-Садром и его сторонниками. А вот министр обороны Ирака, наоборот, угрожал стереть Муктаду ас-Садра и его сторонников с лица земли, если он не примет ультиматум центральных иракских властей о сложении оружия. Всё это свидетельствовало об отсутствии единства мнений среди иракских властей, которые не желали предпринимать решительные действия против восставших из опасений утратить авторитет в исламском мире.
Тем временем вооружённые столкновения продолжались не только в Наджафе, но и в Багдаде, Эль-Амаре, Эль-Куфе и других городах.
Через неделю после начала восстания, 12 августа, американские войска начали сжимать кольцо окружения вокруг ас-Садра и его сторонников, закрепившихся на городском кладбище Вади-Салам, примыкающем к мавзолею имама Али — главной шиитской святыне Эн-Наджафа. В районе города было сконцентрировано примерно 2000 американцев из состава 11-го экспедиционного корпуса морской пехоты и 1800 военнослужащих иракской армии. Наступающие использовали истребительную авиацию, артиллерию, вертолёты и танки. В то же время, в ходе боёв американцы старались делать всё, чтобы не нанести повреждения усыпальнице имама Али, поскольку это могло лишь усугубить ситуацию.
Общеиракская конференция, которая была собрана в Багдаде[когда?] для избрания временного иракского парламента, попыталась выступить в качестве посредника между ас-Садром и правительством, однако ас-Садр использовал переговоры лишь для затягивания времени и небольшой передышки.
Солидарность с защитниками Наджафа выражало не только шиитское, но и суннитское население Ирака. В Эн-Наджаф на помощь восставшим прибывали шиитские добровольцы со всего Ирака и из Ирана.
К 19 августа, через две недели после начала восстания, правительство уже готово было дать согласие на штурм шиитских святынь — ас-Садр всё так же отказывался выводить своих боевиков из священных мест и разоружиться. Приказ к штурму так и не отдали, поскольку, по мнению экспертов, он мог привести к эскалации насилия в шиитских районах и спровоцировать умеренную часть шиитов к вступлению в ряды радикальных организаций. При этом даже физическое устранение ас-Садра не означало бы победы над восставшими, поскольку неминуемо появился бы новый военный лидер.
19 августа был начат ввод оккупационных войск в «Садр-Сити» — многомиллионный пригород Багдада, население которого поддерживает ас-Садра. Жителям предлагалось сдать оружие во избежание кровопролития. Тем временем повстанцы в Наджафе заявили, что не допустят передачи шиитских святынь правительственным силам или международным войскам, но готовы сотрудничать с представителями верховного лидера шиитов великого аятоллы Али аль-Систани и даже передать им ключи от мечети.

### Аль-Систани возвращается
73-летний Али аль-Систани уехал из Ирака в Лондон, где, по сообщениям, ему должны были сделать операцию на сердце, ещё в самом начале восстания, и всё это время, пока кризис набирал силу, никак не проявлял своего отношения к тому, что происходило на его родине. Великий аятолла появился на сцене, лишь когда ситуация окончательно зашла в тупик.
25 августа, ровно через три недели после начала мятежа, совершенно неожиданно поступили сообщения о том, что Али аль-Систани вылетел из Лондона, но не в контролируемый американцами багдадский аэропорт, а в соседний Кувейт откуда перебрался во второй по величине иракский город Басра, центр шиитского юга. Здесь он призвал всех мусульман Ирака, суннитов и шиитов, готовиться к походу на Эн-Наджаф, чтобы «защитить усыпальницу имама Али от осквернения» (не уточнив, от кого). Этот призыв подхватили сторонники Муктады ас-Садра, воспринявшие этот призыв как единственный путь к спасению. Представитель Муктады ас-Садра заявил, что «Армия Махди» приостанавливает сопротивление в Эн-Наджафе и на остальной части Ирака в честь «возвращения в страну Али аль-Систани».
На следующий день, 26 августа, аль-Систани во главе многотысячной колонны восторженных иракцев отправился из Басры в Эн-Наджаф. На встречу с духовным лидером к Эн-Наджафу со всех сторон Ирака — из Багдада, ан-Насирии, Кербелы, Хиллы, ад-Дивании, Амары и других городов — стекались тысячи людей в надежде услышать его проповеди. Возвращение сопровождалось новыми кровопролитиями — в нескольких местах в результате обстрелов погибло 74 человека и несколько сот получили ранения.
Для аль-Систани этот день был днём триумфа, но что же касается американцев и их союзников, то многие наблюдатели здесь сравнивают его по возможным последствиям с днём, когда из Парижа в Тегеран вернулся аятолла Хомейни. Аль-Систани сразу же дал понять, что он хозяин положения, и заявил, что он останется в осаждённом городе до тех пор, пока конфликт не будет улажен. Условия, которые он поставил, в принципе очень похожи на то, чего пытались добиться от мятежного лидера власти Ирака: вывод боевиков «Армии Махди» из мавзолея имама Али и их разоружение, передача контроля над святыми местами в руки религиозных властей. Ни самые страшные угрозы, ни поддержка американской авиации и танков не помогли правительству Айяда Аллауи этого добиться. С прибытием же в город духовного лидера иракских шиитов ситуация кардинально изменилась.
Эн-Наджаф забурлил. Количество людей в городе резко увеличилось, как во времена больших мусульманских праздников. Многие пытались прорваться к мавзолею, где были блокированы боевики ас-Садра, так что во избежание дальнейшего роста напряжённости великий аятолла призвал своих сторонников не входить в Эн-Наджаф и оставаться за пределами городской черты.
Вряд ли американцы могут быть абсолютно довольны подобным исходом, поскольку, согласно плану Систани, Эн-Наджаф и его святые места вовсе не переходят под контроль иракских властей и тем более американских войск. Ситуация возвращается к июню, когда оккупационные войска были вынуждены заключить перемирие с Муктадой ас-Садром, фактически признав своё поражение. Именно с тех пор город находился в его полном распоряжении, а мавзолей имама Али являлся его штаб-квартирой.
К тому же теперь в районе Эн-Наджафа собрались не только радикально настроенные, но и десятки тысяч более умеренных шиитов, подогреваемых ощущением достигнутой победы. Далеко не все шииты поддерживают ас-Садра. Многие из них понимают, что, заняв оборону в мавзолее, боевики сами поставили под удар одну из главных шиитских святынь. Но ведь на это можно посмотреть и по-другому: горстка мучеников гибнет за веру, защищая святыню от неверных.
Иракские власти, понимая всё это, были вынуждены всё же приветствовать вмешательство аль-Систани, хотя бы для того, чтобы продемонстрировать способность решать проблемы собственными силами, без американской военной поддержки.

### Новый компромисс достигнут. Борьба продолжается
Утром 27 августа боевики из «Армии Махди» покинули территорию усыпальницы имама Али и «растворились» в городе. Муктада ас-Садр принял план урегулирования, предложенный великим аятоллой, и приказал своим сторонникам разоружиться и покинуть Эль-Куфу и Эн-Наджаф. Но сначала на территорию комплекса были допущены тысячи паломников из разных шиитских городов Ирака. Смешавшись с этой огромной толпой, сторонники шейха Садра спокойно ушли. Многие из них при этом забрали с собой оружие, демонстрируя всем своим видом враждебность к оккупационным войскам.
Мавзолей в ходе боёв остался невредим, зато полностью разрушен исторический центр города с такими же старинными, как мечеть, зданиями. Под рухнувшими строениями находятся тела убитых, и густонаселённому кварталу грозит эпидемия. По подсчётам властей, кризис в Эн-Наджафе обойдётся бюджету в 380 миллионов долларов. Из Эн-Наджафа выведены войска коалиции, вопросы поддержания безопасности возложены на иракскую полицию, правительство обязалось выплатить местным жителям компенсации за разрушенное в ходе боёв жильё.
Правительство Айяда Аллауи заявило, что принимает достигнутые договорённости и гарантирует ас-Садру свободу и неприкосновенность. Ас-Садру позволено остаться в Эн-Наджафе, жить там в своём доме. Сам Муктада заявил, что, пока продолжается оккупация, он не собирается заниматься «политической деятельностью».
После ухода боевиков из мавзолея в одном из зданий комплекса полиция обнаружила не менее 25 трупов полицейских и обычных жителей города со следами пыток.
Уже 28 августа американские войска начали операцию против боевиков «Армии Махди» в шиитском пригороде Багдада «Садр-Сити». 29 августа здесь было заключено соглашение о прекращении огня. По его условиям, американские войска покинут «Садр-Сити» и гарантируют неприкосновенность активистам «Армии Махди» при условии, что те воздержатся от вооружённых антиамериканских акций.
Перемирию в Багдаде предшествовала встреча четырёх великих аятолл Ирака: Али аль-Систани, Али Наджафи, Мохаммеда Хакима и Исхака Файяда в Эн-Наджафе, после которой они выступили с заявлением против вооружённых методов борьбы с находящимися в стране войсками США.
В то же время полевые командиры шиитов в Южном Ираке заявили, что не считают себя связанными мирным соглашением, и продолжают обстрелы оккупационных войск и подрывы нефтепроводов. По их словам, «Армия Махди» обязалась прекратить боевые действия исключительно в Эн-Наджафе.
30 августа Муктада ас-Садр призвал боевиков «Армии Махди» прекратить огонь на всей территории Ирака, прибегать к оружию исключительно для самообороны и проявить терпение, пока он не обнародует масштабную программу политического урегулирования.
Президент США Джордж Буш назвал достигнутое перемирие примером гибкости американской политики, но в то же время признал, что изначально неверно оценил обстановку, сложившуюся в Ираке после свержения Саддама Хусейна. Буш констатировал, что сторонники диктатора рассредоточились по стране и сумели организовать сопротивление быстрее, чем США ожидали.

## После вывода оккупационных войск
5 мая 2009 года СМИ сообщили, что после двухлетнего обучения в Куме Муктада ас-Садр стал великим аятоллой.
5 января 2011 года, после вывода американских войск из страны, ас-Садр вернулся в свой родной город Эн-Наджаф, чтобы и дальше принимать участие в политической жизни Ирака. 8 января, во время митинга в Наджафе, он призвал к мирному сопротивлению США без оружия теми, кому не дано права его носить.
С 2014 года Муктада ас-Садр призывает к борьбе с коррупцией, в которой погряз Ирак, а также к образованию правительства технократов, независимых от существующих политических элит. Подготовкой движения садристов к парламентским выборам 2018 года руководил племянник Муктады ас-Садра Ахмад ас-Садр, который, в отличие от многих членов семьи Садров, получил светское образование.
Муктада ас-Садр, который позиционирует себя как политика, защищающего интересы всех иракцев, придерживается антиамериканской риторики, однако в 2017 году он, шиит, посетил союзную США суннитскую Саудовскую Аравию, где встретился с наследным принцем Мухаммедом ибн Салманом. Муктада ас-Садр выступает за самоопределение и независимую внешнюю политику Ирака.